# قائمة مقاطعات آيوا
هذه قائمة بمقاطعات ولاية آيوا في الولايات المتحدة الأمريكية:
- مقاطعة آيدا
- مقاطعة آيوا
- مقاطعة أبانوز
- مقاطعة أدامز
- مقاطعة أدير
- مقاطعة ألاماكي
- مقاطعة أوبراين
- مقاطعة أودوبون
- مقاطعة أوسيولا
- مقاطعة إيميت
- مقاطعة بالو ألتو
- مقاطعة بانكروفت
- مقاطعة باويشيك
- مقاطعة بريمير
- مقاطعة بلاك هوك
- مقاطعة بليموث
- مقاطعة بوتاواتامي
- مقاطعة بوكانان
- مقاطعة بوتلر
- مقاطعة بوكاهونتس
- مقاطعة بولك
- مقاطعة بون
- مقاطعة بوينا فيستا
- مقاطعة بيج
- مقاطعة بينتون
- مقاطعة تاما
- مقاطعة تايلور
- مقاطعة تشيروكي
- مقاطعة تشيكاسو
- مقاطعة جاسبر
- مقاطعة جاكسون
- مقاطعة جونز
- مقاطعة جونسون
- مقاطعة جيفيرسون
- مقاطعة دالاس
- مقاطعة دوبوك
- مقاطعة دي موين
- مقاطعة ديفيس
- مقاطعة ديكاتور
- مقاطعة ديكينسون
- مقاطعة ديلاوير
- مقاطعة رايت
- مقاطعة رينغولد
- مقاطعة ساك
- مقاطعة سايو
- مقاطعة ستوري
- مقاطعة سكوت
- مقاطعة سيدار
- مقاطعة سيرو غوردو
- مقاطعة شيلبي
- مقاطعة غروندي
- مقاطعة غرين
- مقاطعة غوذري
- مقاطعة فان بورين
- مقاطعة فاييت
- مقاطعة فرانكلن
- مقاطعة فريمونت
- مقاطعة فلويد
- مقاطعة كاس
- مقاطعة كالهاون
- مقاطعة كروفورد
- مقاطعة كروكر
- مقاطعة كلارك
- مقاطعة كلاي
- مقاطعة كلايتون
- مقاطعة كلينتون
- مقاطعة كوسوث
- مقاطعة كيوكوك
- مقاطعة لوكاس
- مقاطعة لويزا
- مقاطعة لي
- مقاطعة لين
- مقاطعة ليون
- مقاطعة ماديسون
- مقاطعة مارشال
- مقاطعة ماريون
- مقاطعة ماهاسكا
- مقاطعة موسكاتاين
- مقاطعة مونتغومري
- مقاطعة مونرو
- مقاطعة مونونا
- مقاطعة ميتشل
- مقاطعة ميلز
- مقاطعة هاردين
- مقاطعة هاريسون
- مقاطعة هاميلتون
- مقاطعة هانكوك
- مقاطعة هاوارد
- مقاطعة هنري
- مقاطعة هومبولت
- مقاطعة وابيلو
- مقاطعة وارين
- مقاطعة واشنطن
- مقاطعة وودبري
- مقاطعة وورث
- مقاطعة ويبستر
- مقاطعة وين
- مقاطعة وينيباغو
- مقاطعة وينيشيك
- مقاطعة يونيون